# 낙동고등학교
낙동고등학교(洛東高等學校)는 대한민국 부산광역시 북구 덕천동에 위치한 공립 고등학교이다.

## 학교 연혁
- 1974년 1월 5일 : 낙동고등학교 설립인가 (남녀 완성 18학급)
- 1974년 1월 25일 : 초대 김정주 교장 취임
- 1974년 3월 8일 : 개교 및 입학식 (교훈 진실, 근면, 협동)
- 1974년 4월 29일 : 신축교사 6교실 준공 (개교기념일)
- 1979년 12월 24일 : 학칙 변경 (평준화 남자 인문고 완성 24학급)
- 1980년 3월 1일 : 북구 북구 덕천동 신축교사로 이전, 교훈 서로믿고 생각하며 슬기롭게 실천하자 (信思知行)
- 1989년 12월 31일 : 특별 교실 증축 (2~4층)
- 1996년 10월 21일 : 학칙 변경 (남녀 공학 개편, 남 15학급 여 15학급)
- 1998년 9월 16일 : 체육관 개관 (금파관)
- 2005년 3월 2일 : 남자 핸드볼부 창단
- 2010년 3월 1일 : 자율형 공립고 지정 운영(2010-2014학년도)
- 2014년 10월 8일 : 자율형 공립고 재지정, 운영(2015~2019학년도)
- 2015년 4월 1일 : 본교 도서관(서유당) 확장개관
- 2015년 10월 15일 : 친환경 운동장 개,보수 완공
- 2020년 2월 16일 : 부산광역시교육청 학교공간혁신사업(낙동꿈마루) 완공
- 2024년 3월 1일 : 제24대 신봉수 교장 취임
- 2024년 12월 26일 : 제49회 졸업식(졸업생 204명, 누계 19,272명)
- 2025년 3월 4일 : 제52회 입학식(입학생 189명)

## 참고 자료
- 낙동고등학교 - 한국교육학술정보원 학교알리미